# Douglas Bodle
Douglas Bodle (* 7. August 1923 in Winnipeg/Manitoba; † 21. Mai 2022 in Toronto) war ein kanadischer Organist, Pianist, Cembalist und Musikpädagoge.

## Leben und Wirken
Bodle studierte bei Bernard Naylor, Gwendda Owen Davies (Klavier), Greta Kraus (Cembalo) und Hugh Bancroft (Orgel). Ab 1959 unterrichtete er am Royal Conservatory of Music in Toronto. Er war von 1963 bis 1966 und erneut ab 1969 Organist und Chorleiter der St Andrew's Presbyterian Church, für die er Walter Buczynskis Mass with Outside Prayers in Auftrag gab, und übernahm 1969 die gleiche Funktion am Holy Blossom Temple. 
Von 1966 bis 1968 unterrichtete er an der University of Manitoba und trat in der Zeit auch als Mitglied des Manitoba University Consort auf. Bis 1989 unterrichtete er als Mitglied der Musikfakultät der University of Toronto Klavier, Cembalo und Orgel. Bis 2007 setzte er seine Lehrtätigkeit als Professor of Oratorio in Teilzeit fort, ebenso seine Organistentätigkeit an St. Andre's und am Holy Blossom Temple. Zu seinen Schülern zählten John Derksen, Donald Hadfield und Peter McCoppin (Orgel), Audrey Cooke Belyea, John Kruspe und R. Murray Schafer (Klavier) sowie zahlreiche Sänger.
Als Organist und Cembalist trat Bodle in Kanada und vielen Städten Europas und in den USA auf. Er trat bei der CBC als Solist und Mitglied des St Andrew's Consort auf, begleitete Instrumentalsolisten, den Toronto Mendelssohn Choir und die Festival Singers, führte kammermusikalische Werke mit den York Winds und den Toronto Chamber Winds auf und arbeitete als Pianist mit dem CBC Symphony Orchestra und dem Toronto Symphony Orchestra. In den 1980er Jahren spielte er drei Aufnahmen für Kinder ein: Mr Bach Comes to Call, Beethoven Liveds Upstairs und Mozart's Magic Fantasy.